# Encanto Tropical (álbum de Monsieur Periné)

Encanto Tropical es el tercer álbum de estudio de la banda colombiana Monsieur Periné. Fue lanzado el 18 de mayo de 2018 de la mano de Sony Music Colombia.
Este álbum dio al grupo una nominación al Latin Grammy en la categoría Mejor Álbum Rock, Urbano o Alternativo Latino, Premio Grammy Latino al Álbum del Año y Premio Grammy Latino al Productor del Año. 

## Canciones
| N.º | Título                                    | Música                              | Escritor(es)    | Duración |  |
| 1.  | «Encanto tropical»                        | Monsieur Periné                     | Monsieur Periné | 4:45     |  |
| 2.  | «Veneno»                                  | Monsieur Periné                     | Monsieur Periné | 3:25     |  |
| 3.  | «Bailar contigo»                          | Monsieur Periné                     | Monsieur Periné | 3:38     |  |
| 4.  | «Tarde»                                   | Monsieur Periné                     | Monsieur Periné | 4:05     |  |
| 5.  | «La sombra»                               | Monsieur Periné feat. Leonel García | Monsieur Periné | 3:40     |  |
| 6.  | «Infinito»                                | Monsieur Periné                     | Monsieur Periné | 2:58     |  |
| 7.  | «Guayabas y flores»                       | Monsieur Periné                     | Monsieur Periné | 3:36     |  |
| 8.  | «La tregua»                               | Monsieur Periné feat. Vicentico     | Monsieur Periné | 3:48     |  |
| 9.  | «La hora sublime del bolero (Interludio)» | Monsieur Periné                     | Monsieur Periné | 0:28     |  |
| 10. | «Me vas a hacer falta»                    | Monsieur Periné                     | Monsieur Periné | 4:00     |  |
| 11. | «Llévame»                                 | Monsieur Periné                     | Monsieur Periné | 3:53     |  |
| 12. | «Vámonos»                                 | Monsieur Periné                     | Monsieur Periné | 4:05     |  |

## Lista de sencillos
1. Bailar contigo.

1. Veneno.[2]

1. La Sombra Feat Leonel García.

1. Encanto tropical.